# Notability (软件)
Notability是由Ginger Labs开发的一款付费笔记软件（后转为订阅制）。Notability一词的本义是“關注度”。目前，Notability已不再支持安装iOS 13、iPadOS 13、macOS Catalina以下的系统（但旧版系统可以在App Store中安装app最后支持的版本）。

## 介绍

### 价格
Notability在App Store的售价为60元人民幣。曾经售价78元人民幣，后将手写识别功能添加进App内购买，故价格下调18元人民幣（但曾经花78元人民币购买过的用户可以在应用内免费恢复）。在2020、2021年3月降价至25元人民币，可能是针对开学季展开的优惠活动。
2021年11月1日，Notability推送了11.0版本更新。新版本中，该APP变为订阅制，年费为每年80元人民币，原买断的用户被取消买断，并赠送一年订阅。这项举动引起大量用户不满，表示对买断用户不公平，并涉嫌欺诈，违反App Store相关规定。11月3日，Notability妥协并致歉，称在接下来的11.0.2版本中，之前买断的用户可继续拥有原来的服务。

### 功能
Notability支持录音回放功能，可根据录音时间与笔记变化对照，例如，你在录音时写了笔记，则回放录音时，书写的笔记也会按录音时间进行定位。在程式内可以搜索笔记中的文字。在笔记界面手指从边缘右滑可进入“笔记切换器”，通过拖拽，可进入“多笔记模式”，即在应用内处理两个笔记。可以将笔记通过公共链接链接共享给他人（但只支持最多同时共享10个）。Notability默认不支持iOS的夜间模式，需要在“设置”中单独打开。

#### 笔记整理
Notability内的笔记列表界面支持列表和网格模式，但不支持文件夹整理。笔记列表左栏为“主题”与“分隔器”。分隔器可将主题归类，亦可展开或收回，可将笔记归类简洁化。

#### 编写笔记
Notability提供15种纸张主题，如白色、浅黄色、黑色、紫色等；还提供13种笔记模板，如横格，方格，点阵等。Notability为Apple Pencil进行适配，如使用Apple Pencil涂画后禁止手指涂画。笔触分为笔、荧光笔两种。笔可设置颜色、粗细与Apple Pencil压感。荧光笔可调整粗细与颜色。除了用笔书写之外，亦可使用文字编辑。“套索”功能可调整、删除、转换、合并手写笔记内容。

#### 导出
点击左上角“分享”按钮，可创建公共链接，亦可进行用电子邮件分享、导入至iTunes、打印等操作。可导出为PDF、“备注”格式、图片和RTF。导出为PDF时，可调整纸张、页边距、密码等。

### App内购买
Notability提供App内购买。如手写识别、数学表达式转换、一些贴纸、计划表等都需单独购买。截至2021年7月28日，Notability已有21款App内购买。

#### 手写识别与数学表达式转换
售价总计36元人民币，由MyScript提供支持。购买后可在编辑笔记时用“套索”工具选中，再轻触“转换”识别为文本或转为高清的数学公式图片。

#### 主题
Notability默认有4个主题，分别是亮、暗、深蓝、乌黑系。其余的主题在App内购买提供，售价总计36元人民币，分别为春、夏、秋、冬和“泡泡糖套装”。

#### 贴纸
Notability提供12种贴纸，除“返校基础包”外全部收费。

#### 计划表
Notability提供按年设计的计划表，售价约为126元人民币。

## 产品logo
Notability的产品logo是顶部套有麦克风的铅笔，象征Notability的录音功能。

## 地位
Notability在中国大陆的大学生群体较为常见。曾在App Store获“编辑精选”，也曾被多家媒体推荐。